# Fargo (Georgia)
Fargo is een plaats (city) in de Amerikaanse staat Georgia, en valt bestuurlijk gezien onder Clinch County.

## Demografie
Bij de volkstelling in 2000 werd het aantal inwoners vastgesteld op 380.
In 2006 is het aantal inwoners door het United States Census Bureau geschat op 375, een daling van 5 (-1,3%).

## Geografie
Volgens het United States Census Bureau beslaat de plaats een oppervlakte van
4,5 km², geheel bestaande uit land. Fargo ligt op ongeveer 35 m boven zeeniveau.

## Plaatsen in de nabije omgeving
De onderstaande figuur toont nabijgelegen plaatsen in een straal van 44 km rond Fargo.

## Geboren
- Matt Lintz (2001), acteur